# Mos maiorum

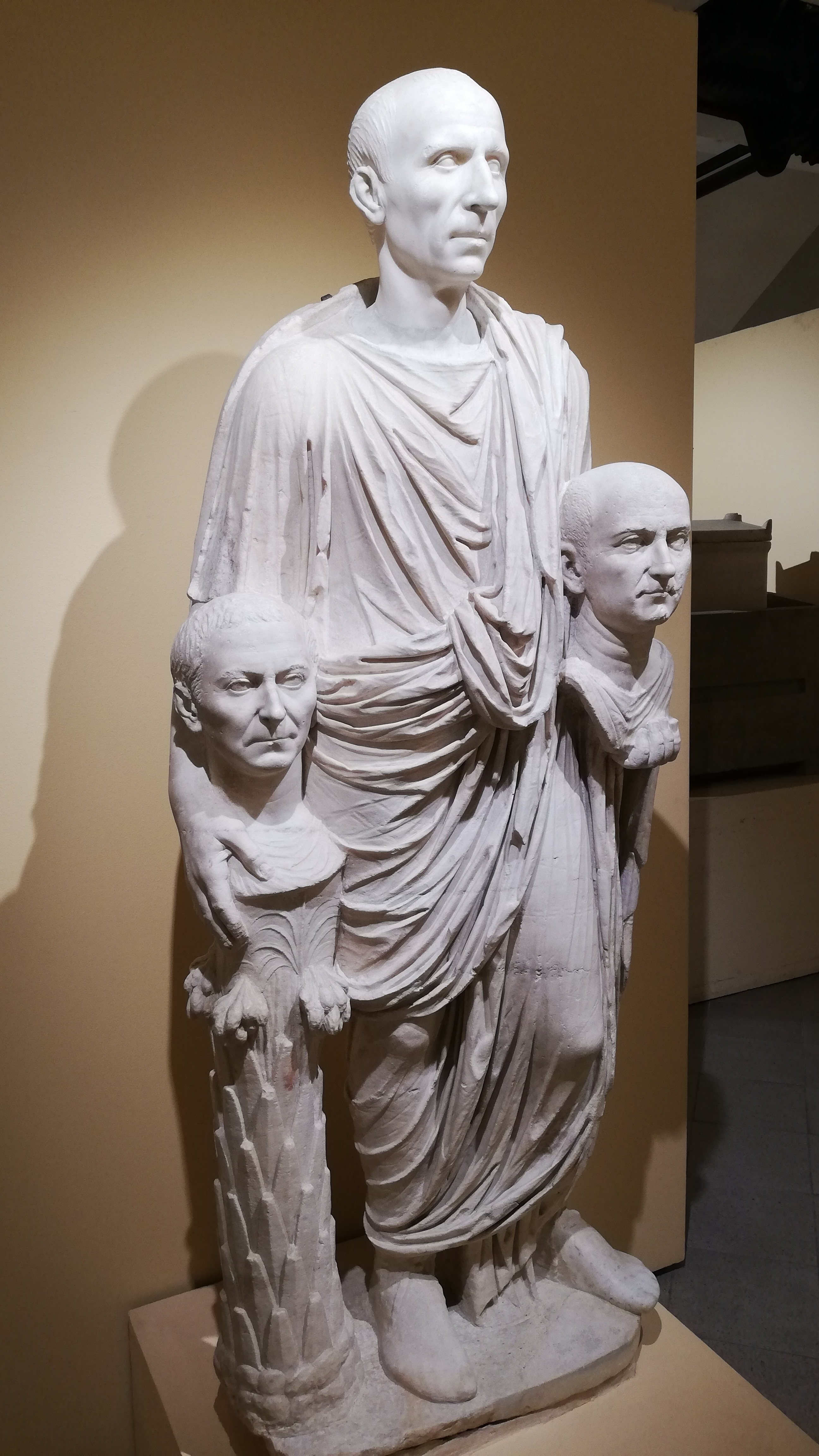
Sculptură din sec. I d.Hr. în Musei Capitolini din Roma. Una din interpretări este că ea reprezintă un roman cu busturile a doi strămoși.

Mos maiorum (lat. „moravurile celor mari” sau „moravurile străbunilor”) a fost un cod de legi nescrise despre normele de conduită, relațiile de familie și organizarea constituțională a romanilor. 

## Exemple
Conduita încurajată de cod avea virtus (bărbăție), constantia (perseverență), frugalitas (frugalitate), pietas (pietate), fidelitas (fidelitate), gravitas (gravitate), dignitas (demnitate) și altele.
Familia era condusă de un „pater familias” cu autoritate (autorictas), responsabil pentru bunăstarea membrilor ei. 
Senatul Roman avea prerogative stabilite parțial de cod. Autoritatea dată de mos maiorum era numită autorictas, în contrast cu cea dată de o lege specifică, care era numită imperium (guvernare) și care era reprezentată de  lictori.

## Cenzor
Respectarea codului era supravegheată de  cenzori.
Un cenzor de o severitate deosebită a fost Cato cel Bătrân în 184 î.Hr. 
Publius Cornelius Scipio Nasica, cenzor în 159 î.Hr., s-a opus elenizării romanilor, percepută ca o amenințare a moravurilor străbunilor. El a coordonat votarea unui decret în Senatul Roman, care a ordonat oprirea construcției și demolarea în 151 î.Hr. a primului teatru de piatră ridicat la Roma. 